# Clara Rugaard

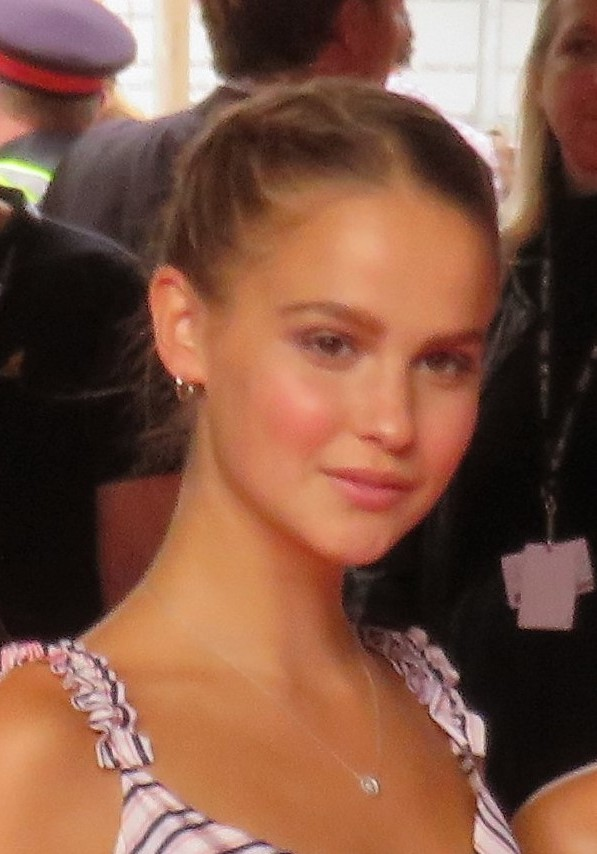
Clara Rugaard (2018)

Clara Rugaard-Larsen [ˈkʰlɑːʁɑ ˈʁuˀˌkɒˀ] (* 5. Dezember 1997 in Hellerup, Dänemark) ist eine dänische Schauspielerin und Sängerin.

## Leben und Karriere
Clara Rugaard wurde in Hellerup – in der Nähe von Kopenhagen – geboren und wuchs dort auf. 
Früh startete Rugaard ihre Karriere mit elf Jahren in der Rolle der Jane Banks in Mary Poppins am dänischen Staatstheater. Ihr Filmdebüt hatte sie in dem 2013 erschienenen dänischem Film Min søsters børn i Afrika (dt.: Fünf in der Wildnis). Zuvor erlangte sie in der Serie Violetta Bekanntheit, wo sie für den Disney Channel den Titelsong auf Dänisch einsang und eine Talkshow namens The Scoop – in welcher die Ereignisse der Serie zusammengefasst und diskutiert wurden – moderierte. Außerdem spielte sie unter anderem mit Ole Thestrup in dem Musical Annie die Hauptrolle am Kopenhagener Det Ny Teater.

## Filmografie (Auswahl)

### Filme
- 2013: Fünf in der Wildnis (Min søsters børn i Afrika)
- 2017: Good Favour
- 2018: Teen Spirit
- 2019: I Am Mother
- 2021: El amor en su lugar (Love Gets a Room)
- 2022: Press Play And Love Again (Press Play)
- 2025: Juliet & Romeo

### Serien
- 2016: The Lodge (2 Episoden)
- 2017: Still Star-Crossed (3 Episoden)
- 2022: The Rising (8 Episoden)
- 2022: Dag & nat (The Shift) (Episode 1x07)
- 2023: Black Mirror (Episode 6x04)
- 2025: The Crow Girl (6 Episoden)

### Produktion
- 2021: El amor en su lugar (Love Gets a Room)

### Soundtrack
- 2016–2017: The Lodge
- 2018: Teen Spirit
- 2019: I Am Mother
- 2021: El amor en su lugar (Love Gets a Room)

## Theater
- 2010: Det Ny Teater – Mary Poppins (als Jane Banks)
- 2011: Det Ny Teater – Annie (als Annie)